# Jole
Jole – w mitologii greckiej córka króla Ojchalii, Eurytosa. Jej ręka była nagrodą w zawodach łuczniczych zorganizowanych przez Eurytosa.
Kiedy Heraklesowi, zwycięzcy w zawodach, odmówiono nagrody, ten na czele armii złożonej z Arkadyjczyków i innych napadł na Ojchalię i zabił Eurytosa. Widząc zagładę swego rodu, Jole rzuciła się z murów miasta, jednak przeżyła upadek, a Herakles odesłał ją z innymi brankami do Trachis, gdzie mieszkała Dejanira. Zazdrość o Jole sprawiła, że Dejanira postanowiła skorzystać z rady Nessosa i podarowała mężowi szatę, którą nasączyła krwią centaura, wierząc, że zapewni jej to wierność Heraklesa. Tymczasem krew Nessosa okazała się trucizną, która miała sprowadzić na Heraklesa śmierć w męczarniach. Umierający Herakles przekazał Jole swemu synowi Hyllosowi z poleceniem poślubienia jej, gdy osiągnie wiek męski.
Jole była wspomniana w tragedii Eurypidesa Hippolytos uwieńczony.